# Alegranza
Alegranza ist die nördlichste der zu Spanien gehörigen Kanarischen Inseln. Sie liegt im Chinijo-Archipel vor Lanzarote. Sie wird von der dortigen Gemeinde Teguise verwaltet.

## Geografie
Die unbewohnte Insel Alegranza ist 10,3 Quadratkilometer groß und liegt etwa 10 Kilometer nördlich der kleinsten bewohnten Kanareninsel La Graciosa vor der Nordspitze Lanzarotes. 
Der höchste Punkt der Insel, die Montaña de Alegranza, liegt im Westen auf 289 Metern über dem Meeresspiegel. Es handelt sich hier um einen Tuffkegel mit einem Kraterkessel, der 240 Meter tief ist und einen Durchmesser von etwa 1,1 Kilometern hat. Alegranza besitzt zwei weitere Vulkane: Montaña Lobos mit 226 Metern Höhe und La Rapadura mit 115 Metern Höhe.

## Charakter

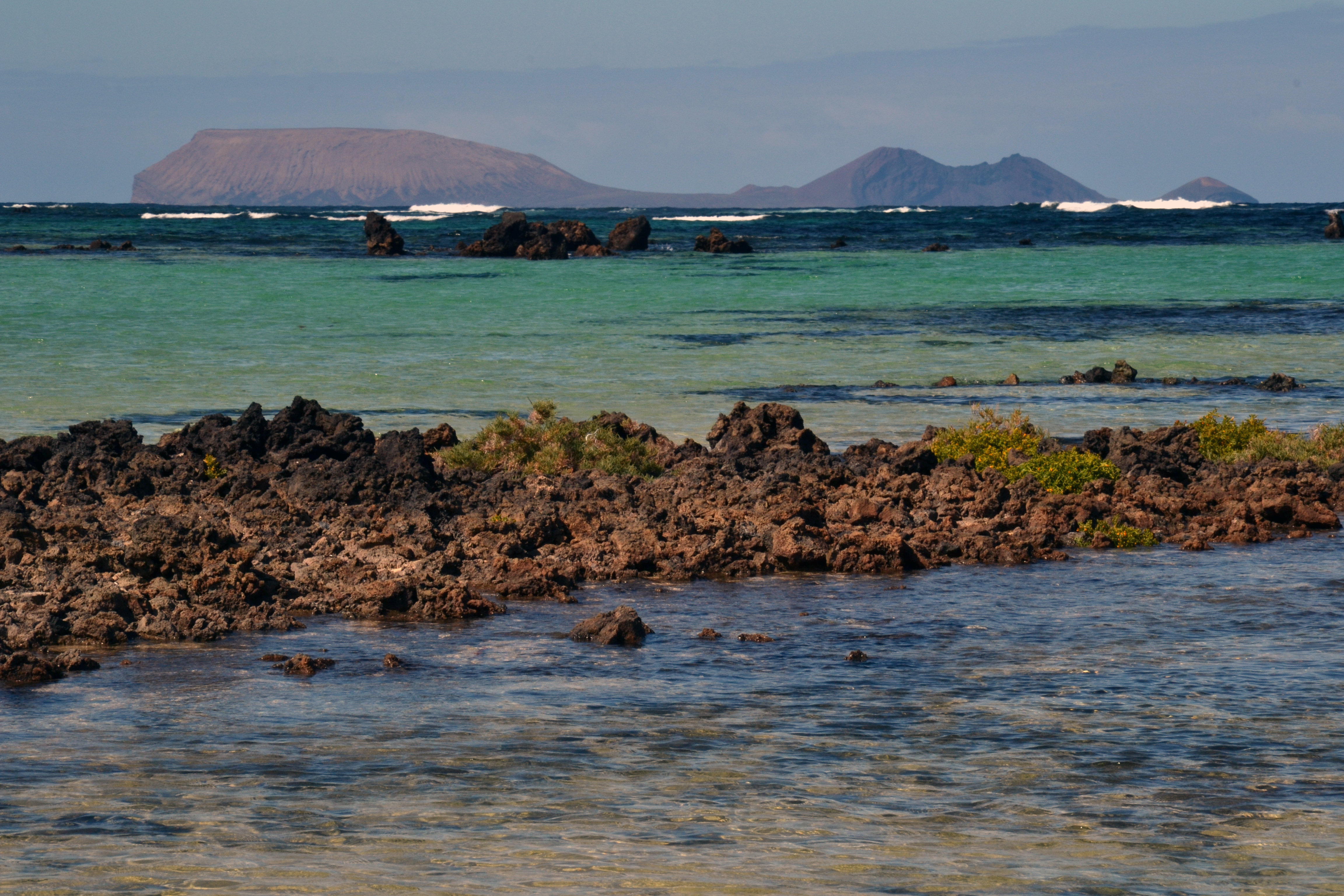
Blick von Lanzarote

Früher wohnten zeitweise einige Bauern auf Alegranza. Heute findet man noch versandete Pisten, Häuserruinen und Zisternen. Die Insel steht jetzt, wie der gesamte Chinijo-Archipel, als Teil des Parque Natural del Archipielago Chinijo unter Naturschutz. Inselbesucher benötigen eine Genehmigung der Umweltbehörde der Inselregierung (Medioambiente del Cabildo), nur Mitglieder der Eigentümer-Familie haben uneingeschränkten Zutritt.
Alegranza ist zu 80 Prozent im Privatbesitz einer lanzarotischen Familie, aktuell von Jordán Martinón. Zum öffentlichen Eigentum gehören die ersten 100 Meter über der Hochwasserlinie Alegranzas, der Leuchtturm mit umliegendem Gelände und der Camino Real genannte Hauptweg. 2008 wurde der 20 Meter breite Küstenschutzstreifen der Insel, der der Öffentlichkeit gehört, von der Küstenschutzbehörde Costas auf 100 Meter verbreitert, da es das Küstenschutzgesetz bereits seit 1988 so vorsieht. Damit verringerte sich die privat zu veräußernde Fläche deutlich. Seit einiger Zeit laufen Verkaufsverhandlungen zwischen den Eigentümern und dem spanischen Umweltministerium. Als Käufer kommt keine Privatperson in Frage, denn der spanische Ministerrat hat im September 2007 die Gemeinnützigkeit der Inseln Alegranza und Montaña Clara, die ebenfalls zum Verkauf steht, erklärt. Der spanische Staat ist also als Käufer im Gespräch, um die Inseln in seine Schutzgebiete einzureihen.
Die Flora Alegranzas besteht überwiegend aus Wolfsmilchgewächsen. Zur Fauna gehören hauptsächlich hier brütende Seevögel. Von Juli bis November eines jeden Jahres nistet auf der Insel mit rund 10.000 Paaren die weltweit zweitgrößte Population von Gelbschnabel-Sturmtauchern. Da ihre Küken gern bei typisch spanischen Gerichten wie Paella und Potaje verwendet werden, müssen sie weiterhin vor Nestplünderern geschützt werden. Seit 1986 ist das Plündern zwar verboten, dennoch hat der WWF seit 1998 in den Sommermonaten stets ein Team zur Abschreckung von Wilderern auf der Insel angesiedelt. Diese zweiwöchentlich wechselnde Gruppe besteht aus einem Koordinator und etwa fünf freiwilligen Volontären. Seitdem soll die Wilderei, auch von Meeresfrüchten wie Napfschnecken, deutlich abgenommen haben. Des Weiteren besteht der praktizierte Umweltschutz der jeweiligen Gruppe aus Aufsammeln von Zivilisationsmüll insbesondere an der Nordküste. Seit 2006 ist die Finanzierung des Projektes durch das Programm Plan de Acción del Voluntariado en Parques Nacionales gesichert, auch wenn der Status eines Nationalparks nicht besteht. Das Programm untersteht der zum Umweltministerium gehörenden Behörde OAPN – Organismo Autonomo de Parques Nacionales.
Alegranza gehört seit 20. Dezember 2002 ebenfalls zum Bien de Interés Cultural.

## Leuchtturm
An der Punta Delgada, auf einer schmalen Landzunge im äußersten Osten, steht der am 30. April 1865  in Betrieb gegangene, 15 Meter hohe Leuchtturm Faro de Punta Delgada auf 18 Metern über dem Meeresspiegel, der noch heute in Betrieb ist. An dem grauen Turm schließt sich ein weißes Gebäude an. Der Leuchtturm ist solarbetrieben über zwölf 24-Volt-Sonnenkollektoren. Eine Batterie mit einer Kapazität von 1160 Amperestunden speichert die Energie für die 150-Watt-Halogenlampe. Ein kleiner betonierter Anlegesteg ragt direkt am Leuchtturm ein paar Meter in südlicher Richtung ins Meer.